# Ritratto virile (Parmigianino)
Il Ritratto virile è un dipinto a olio su tavola (100x70 cm) del Parmigianino, databile al 1530 circa e conservato alla Galleria degli Uffizi di Firenze.

## Storia
L'opera è tradizionalmente indicata come autoritratto del pittore, come ricorda anche un'iscrizione sul retro, e in tale veste venne incisa nel 1773 nella Serie degli uomini più illustri nella pittura. Era a Firenze almeno dall'epoca di Cosimo III ed era entrata agli Uffizi il 27 ottobre 1682.
La critica moderna, a partire dalla Ghidiglia Quintavalle e da Fagiolo dell'Arco, ha rivelato l'infondatezza di tale supposizione, per l'incongruenza fisiognomica con altri autoritratti certi (in particolare l'Autoritratto entro uno specchio convesso).
Forse si tratta del ritratto di Bonifacio Gozzadino ricordato da Vasari, o forse quello di un "non so che conte bolognese", ma non vi sono prove al riguardo. Più recentemente Freedberg (1950), ripreso recentemente da P. Rossi (1980), hanno riprovato a confermare la tesi dell'autoritratto, confrontando l'opera con disegni che, con una buona probabilità, sono ritenuti autoritratti, in particolare il n. 790A della Devonshire Collection di Chatsworth (Autoritratto e studio per gli affreschi della Steccata), il n. 2623 dell'Albertina di Vienna, probabile fonte per l'incisione della Vita di Francesco Mazzuoli di Vasari, e il n. 1858-7-24-6 del British Museum, in cui l'artista tiene sollevata la sua cagna ritta sulle zampe posteriori e dove si trova un'iscrizione che Popham ha interpretato come indicativa di un autoritratto. Inoltre viene indicato anche un ritratto tardo cinquecentesco di collezione privata parmense la cui iscrizione fa riferimento al pittore.
Ne esistono varie copie: una al Museo di Capodimonte (n. 201), una all'Accademia di San Luca a Roma e una alla Galleria nazionale di Parma (n. 313). Quest'ultima riporta la data MDXXX, che probabilmente è valida anche per l'originale.

## Descrizione e stile
La figura, ritratta a mezza figura in una stanza scura, in cui si riconosce appena un peduccio della volta e un medaglione a bassorilievo sulla destra, occupa la maggior parte del dipinto con una posa dilatata, con le braccia appoggiate in vita e i gomiti lontani dal corpo, uno poggiato su un ripiano, in modo da mostrare bene l'espressiva mano inanellata. La casacca nera, dello stesso colore del cappello secondo la moda maschile da gentiluomo dell'epoca, è in questo caso apribile sul petto, dove sporgono i lembi del colletto della camicia bianca di lino. Un raggio di luce illumina il volto dell'effigiato, rischiarando anche la parete al centro, e facendone il fulcro dell'intera rappresentazione. Egli, dai capelli lunghi a caschetto e la barba lunga, folta e scura, rivolge un intenso sguardo allo spettatore e ha un'espressione fiera e seria, ispiratrice di nobiltà e valore. Il volto è leggermente stilizzato, costruito con una simmetria perfetta, in modo da dare una certa idealizzazione formale tipica della produzione dell'artista dopo il 1530.